# الرافة
الرافة هي قرية في منطقة مكة المكرمة, في غرب المملكة العربية السعودية.

## اقرأ أيضاً
- قائمة مدن السعودية
- قائمة المناطق الإدارية السعودية